# Comocrus casuarinae
Comocrus casuarinae är en fjärilsart som beskrevs av Scott 1865. Comocrus casuarinae ingår i släktet Comocrus och familjen nattflyn. Inga underarter finns listade i Catalogue of Life.